# Tenga-Tenga
Tenga-Tenga es un barrio urbano sede del municipio filipino de cuarta categoría de Cuyo perteneciente a la provincia  de Paragua en Mimaro,  Región IV-B.

## Geografía
Situado en la costa oriental  de la isla de Gran Cuyo situada  en el mar de Joló en las  Islas de Cuyos, archipiélago formado por  cerca de 45 islas situadas al noreste de la isla  de Paragua, al sur de Mindoro y Panay.
Su término linda al norte con el barrio de Catadman y al este  con el de Cabigsing.
Forma parte de este barrio el islote de Barrín situado 7 km al noroeste.

## Demografía
El barrio  de Tenga-Tenga contaba  en mayo de 2010 con una población de 672  habitantes.

## Patrimonio
En este barrio se encuentra la fortaleza española de Cuyo, construido en 1683,  es una de las más antiguas del archipiélago. Sus características singulares son las de contar con iglesia, convento y  capilla de la Adoración Perpetua. Habitado por los Agustinos Recoletos hasta noviembre de 1973, se encuentra en buen estado de conservación
Los cuatro fuertes de Calamianes fueron obra del agustino Juan de San Severo. Se trata de los de Cuyo, Agutaya, Linapacan y Culión.
- Playa de Capusa, de arena blanca.
- Palawan State University (PCAT).